# Kolstorpevattnet
Kolstorpevattnet är en sjö i Munkedals kommun i Bohuslän och ingår i Enningdalsälvens huvudavrinningsområde. Sjön är 9,5 meter djup, har en yta på 0,193 kvadratkilometer och är belägen 82,4 meter över havet. Vid provfiske har bland annat abborre, gädda, gös och löja fångats i sjön.

## Delavrinningsområde
Kolstorpevattnet ingår i det delavrinningsområde (650519-125127) som SMHI kallar för Mynnar i Rambergsån. Medelhöjden är 91 meter över havet och ytan är 15,68 kvadratkilometer. Det finns inga avrinningsområden uppströms utan avrinningsområdet är högsta punkten. Långevallsbäcken som avvattnar avrinningsområdet har biflödesordning 3, vilket innebär att vattnet flödar genom totalt 3 vattendrag innan det når havet efter 47 kilometer. Avrinningsområdet består mestadels av skog (47 procent), öppen mark (21 procent) och jordbruk (23 procent). Avrinningsområdet har 0,6 kvadratkilometer vattenytor vilket ger det en sjöprocent på 3,8 procent. Bebyggelsen i området täcker en yta av 0,63 kvadratkilometer eller 4 procent av avrinningsområdet.

## Fisk
Vid provfiske har följande fisk fångats i sjön:
- Abborre
- Gädda
- Gös
- Löja
- Mört
- Sarv
- Sutare